# گربه‌ماهیان تندابه
گربه‌ماهیان تندابه (نام علمی: Sisoridae) نام یک تیره از راسته گربه‌ماهی‌سانان است.